# Фискальные марки Мальты

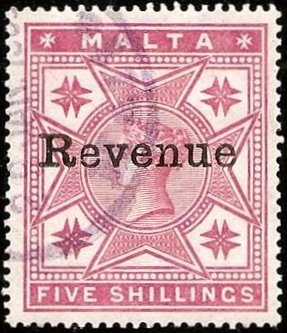
Марка номиналом 5 шиллингов из первого фискального выпуска Мальты 1899 г.

Фискальные марки Мальты — выпускавшиеся на Мальте фискальные марки, которые предназначены для оплаты различных государственных сборов, налогов, пошлин. Фискальные марки Мальты были впервые выпущены в 1899 году, когда острова были британской колонией. С этого года и до 1912 года все выпуски фискальных марок представляли собой почтовые марки с соответствующей надпечаткой, которая делалась либо на месте, либо компанией De La Rue в Лондоне. В 1913 году почтовые марки стали также пригодными для фискального использования, поэтому новые фискальные марки не выпускались до 1926—1930 годов, когда была выпущена серия марок колониального типа с изображением короля Великобритании Георга V. Они известны без обозначения конкретной цели обращения для использования в качестве универсальных фискальных марок или с дополнительными надписями, указывающими на конкретный вид использования: англ. «Applications» (для заявлений), «Contracts» (для договоров), «Registers» (для реестров) или «Stocks & Shares» (для акций и долей). Единственными другими фискальными марками после этой серии были марки номиналом 1 фунт стерлингов с изображением Георга VI и Елизаветы II. Почтовые марки оставались действительными для фискального использования по крайней мере до 1980-х годов.
С 1920-х годов на Мальте также использовались штампованные гербовые марки, пока в 1970-х годах их не сменили предварительно напечатанные гербовые марки. Последние были изъяты из обращения в начале 1990-х годов. На Мальте также выпускались специальные марки для уплаты компенсаций рабочим (1929—1956), уплаты паспортных сборов (1933—1972), национального страхования (1956—1978) и аэропортового сбора (1975—1988). Акцизные марки используются для уплаты налога на сигареты с 1930-х годов, налога на крепкие спиртные напитки — с 2000-х годов, а налога на вино — с 2015 года. Примерно с 1950-х по 1980-е годы также использовались акцизные метки на билетах в кино, в театр и на футбольные матчи.

## Универсальные фискальные марки

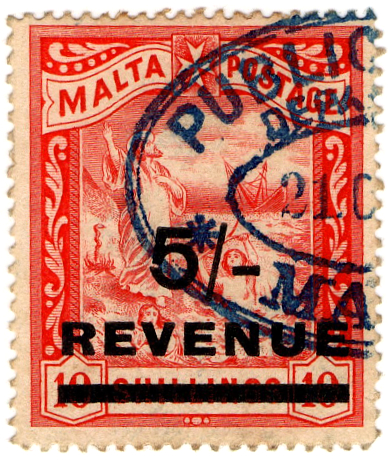
Почтовая марка номиналом 5 шиллингов 1908 г. с надпечаткой на специальном тираже почтовой марки номиналом 10 шиллингов красного цвета (первоначально эта марка была выпущена как почтовая марка номиналом 10 шиллингов чёрного цвета в 1899 г.)

Первые фискальные марки Мальты были выпущены 9 августа 1899 года. Выпуск представлял собой почтовые марки номиналом ½ пенса, 1 пенни, 4 пенса, 1 шиллинг и 5 шиллингов из стандартного выпуска 1885—1886 годов с изображением королевы Виктории с надпечаткой англ. «Revenue» (Гербовый сбор), сделанной на месте в государственной типографии Government Printing Office в Валлетте. На марках этого выпуска известны разновидности надпечаток, в том числе двойные и перевёрнутые надпечатки. 17 ноября 1899 года марки четырёх номиналов из той же серии были выпущены с надпечаткой «REVENUE» (заглавными буквами), сделанной компанией De La Rue в Лондоне, а ещё марки восьми номиналов, представляющие собой стандартные марки того периода с изображением королевы Виктории или видовых сцен были эмитированы с этой надпечаткой в 1902 году.
Примерно в 1904 году вышла почтовая марка номиналом 3 пенса с изображением Эдуарда VII с местной надпечаткой «Revenue» (Гербовый сбор). С 1904 года по 1912 год некоторые стандартные почтовые марки того времени с изображением Эдуарда VII или живописных сцен также были эмитированы с надпечаткой «REVENUE», выполненной компанией De La Rue, при этом надпечатка была идентична той, что была сделана на выпуске 1899—1902 годов. В 1913 году почтовые марки стали действительными для фискального обращения, поэтому выпуск отдельных фискальных марок стал ненужным. Почтовые марки оставались действительными для использования в фискальных целях до 1926 года, когда был принят закон, ограничивающий их использование только почтовыми целями.

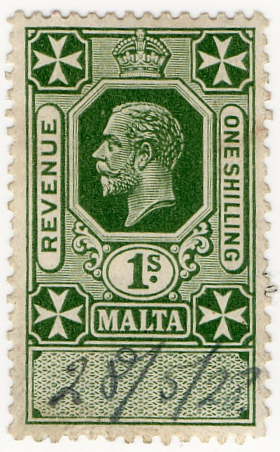
Марка номиналом 1 шиллинг 1926 г. с изображением Георга V

Новая серия почтовых марок с изображением портрета Георга V работы Маккеннала была выпущена в период с 1926 года по 1930 год. Этот выпуск состоял из одиннадцати марок номиналом от ½ пенса до 5 фунтов стерлингов, при этом некоторые номиналы были выпущены в нескольких цветах. Эти марки были с рисунками как у марок колониального типа, с плакеткой в нижней части. Универсальные фискальные марки были без указания конкретного предназначения (плакетка оставалась пустой); о выпусках, предназначенных для конкретного использования, см. раздел «Марки колониального типа» ниже.

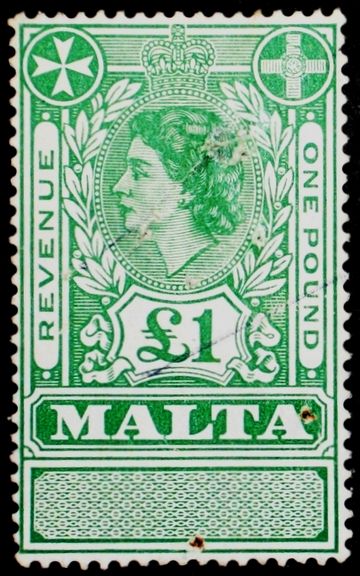
Выпуск номиналом 1 фунт стерлингов 1954 г. с изображением Елизаветы II

В 1928 году почтовые марки снова стали пригодными для фискального обращения, при этом марки низких номиналов фискального выпуска 1926 года были изъяты из обращения. Однако использование марок номиналом 1 и 5 фунтов стерлингов продолжалось, поскольку почтовых марок этих номиналов не было. В 1941 году была выпущена марка номиналом 1 фунт стерлингов с тем же рисунком, что и у серии 1926—1930 годов, но с портретом Георга VI. Эта марка была выпущена с другой зубцовкой в 1948 году, а в 1954 году была выпущена аналогичная марка с портретом Елизаветы II. Почтовые марки оставались пригодными для фискального обращения до 1990-х годов.

### Штампованные и предварительно напечатанные гербовые марки
На Мальте штампованные гербовые марки использовались как минимум с 1922 года по 1973 год. Всего известно о пяти выпусках, и у всех них рисунок с изображением мальтийского креста вместе с короной Тюдоров в колониальную эпоху или стенной короны после обретения независимости. Все надписи выполнены ярко-красной краской.
Штампованные гербовые марки на чеках были заменены предварительно напечатанными гербовыми марками, которые были в обращении с середины 1970-х годов до начала 1990-х годов. У них круглый рисунок с надписью англ. «STAMP DUTY» (Гербовая пошлина) и с изображением мальтийского креста. Они известны нескольких номиналов, цветов и размеров.

## Фискальные марки для отдельных видов сборов

### Марки колониального типа
Рисунки универсальных фискальных марок, выпускавшихся с 1926 года, были разработаны в виде марок колониального типа, с плакеткой внизу, на которой можно было напечатать дополнительную надпись, указывающую на конкретный вид использования. В 1926 году были выпущены марки с надписями англ. «Applications» (Заявления), «Contracts» (Договоры), «Registers» (Реестры) и «Stocks & Shares» (Акции и доли).
Выпуск с надписью «Applications» состоял из одной марки номиналом 3 пенса, а выпуск с надписью «Registers» — из одной марки номиналом ½ пенса. Выпуск с надписью «Contracts» состоял из двенадцати марок номиналом от ½ пенса до 5 фунтов стерлингов, а выпуск с надписью «Stocks & Shares» состоял из восьми марок номиналом от 3 пенсов до 5 фунтов стерлингов.
Марки более низких номиналов колониального типа были изъяты из обращения в 1928 году, но марки номиналов в фунтах стерлингов оставались в обращении до 1950-х годов.

### Компенсация рабочим и национальное страхование

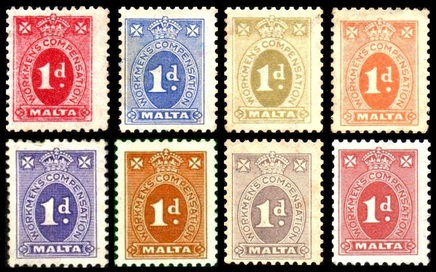
Марки с надписью «Workmen’s Compensation», выпущенные в период с 1929 г. по 1941 г.

Постановление о компенсации рабочим (англ. Workmen’s Compensation Ordinance, WCO) представляло собой страхование, покрывавшее травмы и другие несчастные случаи на рабочем месте, и было введено 29 апреля 1929 года. С этого года по 1941 год марки номиналом 1 пенни с надписью англ. «Workmen’s Compensation» (мальт. Kumpens lill-Ħaddiem) выпускались с ежегодной сменой цвета в целях предотвращения мошенничества (хотя некоторые цвета перевыпускались в разные годы). На выпуске 1938—1939 годов была сделана местная надпечатка с указанием лет, в течение которых марки были действительны. В 1943 году в законодательство были внесены изменения, что привело к изменению процедуры и необходимости использования марок номиналом 2 пенса. В период с 1943 года по 1946 год запасы старых почтовых марок и более ранних марок с надписью «Workmen’s Compensation» были эмитированы с провизорными надпечатками новых номиналов. За ними последовал новый выпуск между 1944 и 1956 годами того же рисунка, что и у предыдущих марок, но номиналом в 2 пенса и снова в разных цветах.
Постановление о компенсации рабочим было заменено Законом о национальном страховании (англ. National Insurance (NI) Act) 28 апреля 1956 года. Поэтому потребовались марки с надписью «National Insurance» (Национальное страхование) (мальт. Sigurtà Nazzjonali), при этом на остатках выпусков компенсации рабочим были сделаны надпечатки новых номиналов. В период с 1956 года по 1966 год вышла новая серия, аналогичная типам компенсации рабочим, но с новыми надписями, номиналами и цветами. В этом выпуске над номиналом было помещено изображение короны, а после обретения Мальтой независимости были выпущены марки нового рисунка, где корона отсутствовала. Последняя серия выпускалась в период с 1966 года по 1971 год. На обеих сериях также известны различные провизорные надпечатки. Когда в 1972 году был введён мальтийский фунт, возможно, были выпущены марки новых номиналов, но они никогда не были задокументированы. Тем не менее известно о существовании трёх десятичных надпечаток. Новый десятичный рисунок появился примерно в 1976 году. В 1978 году марки национального страхования были изъяты из обращения, после чего взносы национального страхования стали уплачиваться непосредственно в Департамент внутренних доходов.

### Паспортный сбор

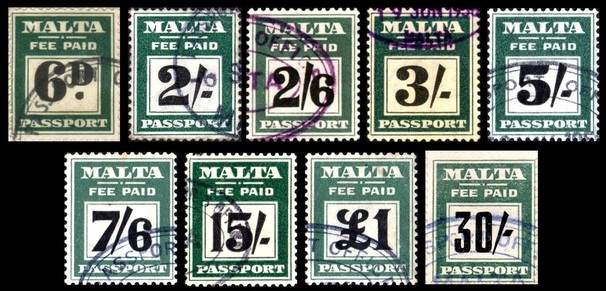
Паспортные марки, выпущенные между 1933 г. и 1962 г.

Первые паспортные марки Мальты были выпущены в 1933 году с надписями англ. «FEE PAID» (Сбор уплачен) и «PASSPORT» (Паспорт). Их рисунок был напечатан тёмно-зелёным цветом, а номинал — чёрным. Дополнительные тиражи и марки дополнительных номиналов этого выпуска продолжали выпускаться до 1967 года.
В 1969 году были эмитированы марки нового рисунка с надписью «FEE PAID» (Сбор оплачен). Марки были напечатаны в разных цветах, при этом номинал был чёрного цвета. Известно о существовании марок этого выпуска только пяти номиналов, хотя вполне вероятно, что были выпущены марки и других номиналов. Паспортные марки были изъяты из обращения после введения мальтийской лиры в 1972 году.

### Акцизы

#### Сигареты и алкогольные напитки
Мальта использует акцизные марки для уплаты налога на сигареты как минимум с 1930-х годов. Первые выпуски представляли собой длинные полоски с изображением британского герба и с надписями «EXCISE DUTY» (Акцизная пошлина) на английском языке и мальт. «DAZJU» на мальтийском языке. Для импортных сигарет выпускался рисунок меньшего размера. Длинные полоски с простым рисунком без каких-либо украшений были введены в 1950-х годах, а после обретения независимости в 1964 году в обращение были введены рисунки с изображением стенной короны и мальтийского креста.
В 1972—1973 годах были выпущены акцизные марки меньшего размера с изображением герба периода после обретения независимости, деноминированные в мальтийских лирах. Этот рисунок использовался с 1970-х годов по 1990-е годы, с изменениями в гербе в 1975 году и в 1988 году. Новая серия с похожим рисунком, но с надписями, изменёнными на мальт. «SISA» на мальтийском языке и «EXCISE» (Акциз) на английском языке, вышла примерно в 1995 году. В период с 1970-х по 1990-е или 2000-е годы также выпускались специальные типы акцизных марок для импортных сигарет. Примерно в 2006 году были введены марки с надписью англ. «EXCISE DUTY PAID» (Акцизная пошлина уплачена), напечатанные на серебряной фольге с защитной голограммой; они известны двух вариантов рисунка. В 2017 году были введены аналогичные марки с надписью англ. «MT EXCISE» (Акциз МТ).
Акцизные марки для уплаты налога на алкогольные напитки используются с 2006 года. Выпуски для уплаты налога на спиртные напитки печатаются на серебряной фольге с рисунком, аналогичным тому, который используется на марках для сигарет; они известны с надписью либо «EXCISE DUTY PAID», либо «MT EXCISE». Акциз на вино был введён в 2015 году, при этом на первом выпуске была надпись «EXCISE TAX STAMP» (Акцизная марка), и он был напечатан на золотой фольге. Позже в том же году были выпущены бумажные полоски и круглые виньетки с надписью «MT EXCISE», которые всё ещё использовались по состоянию на 2017 год.

#### Налог на развлечения
С 1950-х годов по 1980-е годы на билетах в кино, в театр и на футбольные матчи имелась акцизная метка, указывающая на то, что был уплачен тот или иной вид налога на развлечения. Примерно с 1953 года до конца 1960-х годов на метках была надпись англ. «EXCISE REVENUE» (Акцизный гербовый сбор) и изображение короны в центре; рисунок был основан на акцизных фискальных марках, использовавшихся в Великобритании.
В начале 1970-х годов на смену этому рисунку пришёл рисунок с надписью англ. «INLAND REVENUE» (Внутренний гербовый сбор) и с изображением стенной короны. После того, как Мальта стала республикой в 1974 году, были введены рисунки с изображением нового герба, которые оставались в обращении как минимум до 1985 года.

### Аэропортовый сбор
1 июля 1975 года для уплаты аэропортового сбора (разновидность сбора на улучшение аэропорта) была выпущена марка номиналом 1 мальтийская лира с изображением хвоста самолёта и мальтийского креста с надписью англ. «Airport Charge» (Аэропортовый сбор) (мальт. Ħlas ta' l-Ajruport). Эта марка заменила серию виньеток с надписью англ. «Passenger Service Charge» (Сбор за обслуживание пассажиров), которые использовались с 1960-х годов или ранее. 24 марта 1988 года была выпущена марка номиналом 2 лиры идентичного рисунка.